# Codex de Lorsch
|  |  |

Le codex de Lorsch (codex Laureshamensis en latin) est un livre manuscrit de 460 pages écrit à l'abbaye de Lorsch entre 1167 et 1190. Il comprend une histoire détaillée de l'abbaye, un cartulaire de 3 836 documents ainsi que quelques polyptyques. La valeur du cartulaire est particulièrement grande car les originaux ont été perdus. Le codex est actuellement conservé aux archives d'État de Wurtzbourg.
Le codex a été composé au XIIe siècle pour documenter les droits et les possessions de l'abbaye alors que la puissance de Lorsch était déjà en train de décliner. Les documents du cartulaire concernent des achats et des donations à partir de 764. Il comprend aussi deux répertoires des bienfaiteurs ainsi qu’une chronique des abbés. Cette chronique sert surtout comme source pour l´histoire des constructions et sur le développement du trésor de l´église. Seule la lettre initiale de la première page est enluminée. Le texte est écrit en minuscule caroline. Les donations des princes et des empereurs sont d´abord mentionnées suivies de celles du peuple, classées par Gau (pays) tels que ceux de Worms où l'abbaye possédait plus de 1 180 biens, de Spire, du Rhin, du Main, du Neckar et du Kraichgau. C'est dans le codex de Lorsch que de nombreuses localités sont mentionnées pour la première fois ; au total, il en nomme plus de 1 000.